# Gran Camanoe
La Isla de Gran Camanoe o Camanoe Grande (en inglés: Great Camanoe Island) es una pequeña isla situada al norte de la Isla de Beef y al noreste de Tórtola en las Islas Vírgenes Británicas, un grupo de islas que forma parte del archipiélago de las Islas Vírgenes, situadas en el Océano Atlántico y el Mar Caribe.
Camanoe Grande es principalmente una isla residencial, dividida en dos comunidades residenciales, Indigo Plantation y The Privateers, ambas en la mitad sur de la isla. El acceso a la isla es por barco solamente. Los visitantes a menudo ancla en la Bahía de Lee o en la Bahía de Cam, un parque nacional y un sitio bueno para el snorkel.